# Barumini
Barumini (en sard, Barùmini) és un municipi italià, dins de la província de Sardenya del Sud. L'any 2007, tenia 1.413 habitants. Es troba a la regió de Marmilla. Limita amb els municipis de Gergei (CA), Gesturi, Las Plassas, Tuili i Villanovafranca. Al seu territori, hi ha el complex nuràgic de Su Nuraxi, declarat per la Unesco patrimoni de la Humanitat.

## Administració
| Període | Identitat       | Partit        |
| ------- | --------------- | ------------- |
| 2005-   | Emanuele Lilliu | Llista cívica |